# Nochize
Nochize település Franciaországban, Saône-et-Loire megyében. Lakosainak száma 101 fő (2022. január 1.). Nochize Hautefond, Lugny-lès-Charolles, Paray-le-Monial, Poisson és Saint-Julien-de-Civry községekkel határos.

## Népesség
A település népességének változása:
| Lakosok száma | 94   | 107  | 114  | 115  | 115  | 117  | 111  | 106  | 101  |
|               | 2013 | 2015 | 2016 | 2017 | 2018 | 2019 | 2020 | 2021 | 2022 |